# Norasuma pruinosa
Norasuma pruinosa är en fjärilsart som beskrevs av Karl Grünberg 1907. Norasuma pruinosa ingår i släktet Norasuma och familjen silkesspinnare. Inga underarter finns listade i Catalogue of Life.